# مارك مكينون
مارك مكينون (بالإنجليزية: Mark McKinnon)‏ هو شخصية أعمال أمريكي، ولد في 5 مايو 1955 في بولدر في الولايات المتحدة.